# Спас Янев
Спас Янев Манчев е български революционер, деец на Вътрешната македоно-одринска революционна организация и Вътрешната македонска революционна организация.

## Биография
Спас Янев е роден през 1874 година в радовишкото село Скороша, тогава в Османската империя. Завършва трето отделение в училище и се занимава с търговия. През 1901 година се присъединява към ВМОРО, между 1904 и 1905 година е селски войвода. След това до Младотурската революция от юли 1908 година е в нелегалност, като за кратко е четник при Мише Развигоров. През 1912 година е арестуван и заточен в Мала Азия. През Първата световна война служи в 6 пехотен македонски полк на 11-а македонска дивизия. Част е от Радовишкия партизански отряд на дивизията.
По случай 15-ата годишнина от Илинденско-Преображенското въстание за заслуги към постигане на българския идеал в Македония през 1918 година, Спас Янев е награден с орден „Свети Александър“.
След войната Янев се включва в дейността на ВМРО. Лидерът на организацията Иван Михайлов пише за Янев:
| „ | От софийския пункт изпращахме чест към Македония лица желающи да постъпват в четите на ВМРО... Докато ги екипирахме, прикриваха се при наши ятаци... За такива укривания много пъти ни помогна Спас Янев от село Скоруша, Радовишко. Той имаше склад за дърва и въглища; при склада и варджийница. В малката стаичка до варджийницата му престояваха със седмици идващите от провинцията хора, без някой да подозре; минаваха като работници в склада. Тук по правило квартируваха специално четниците от Радовишко, които бяха приятели на Спас още от времето на турския режим; те са действували и със стария войвода Стамен от радовишкото село Ораовица. Понякога в тоя склад се мяркаше и войводата Христо Симеонов. | “ |

Към 1944 година Спас Янев е жив, оставя спомени за революционното дело.